# Vartenberk

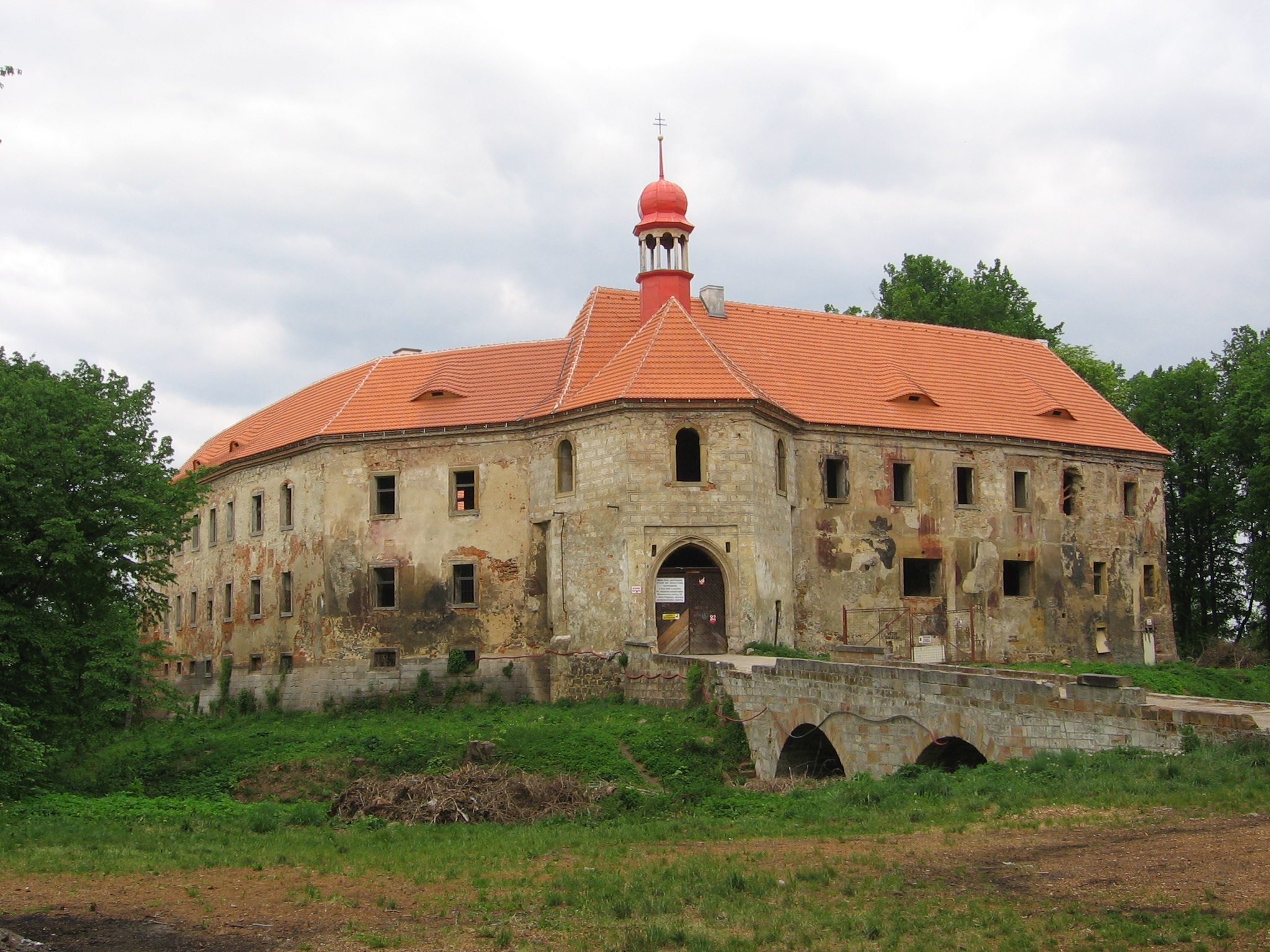
Schloss Vartenberk
(Foto vom 10. Mai 2007)

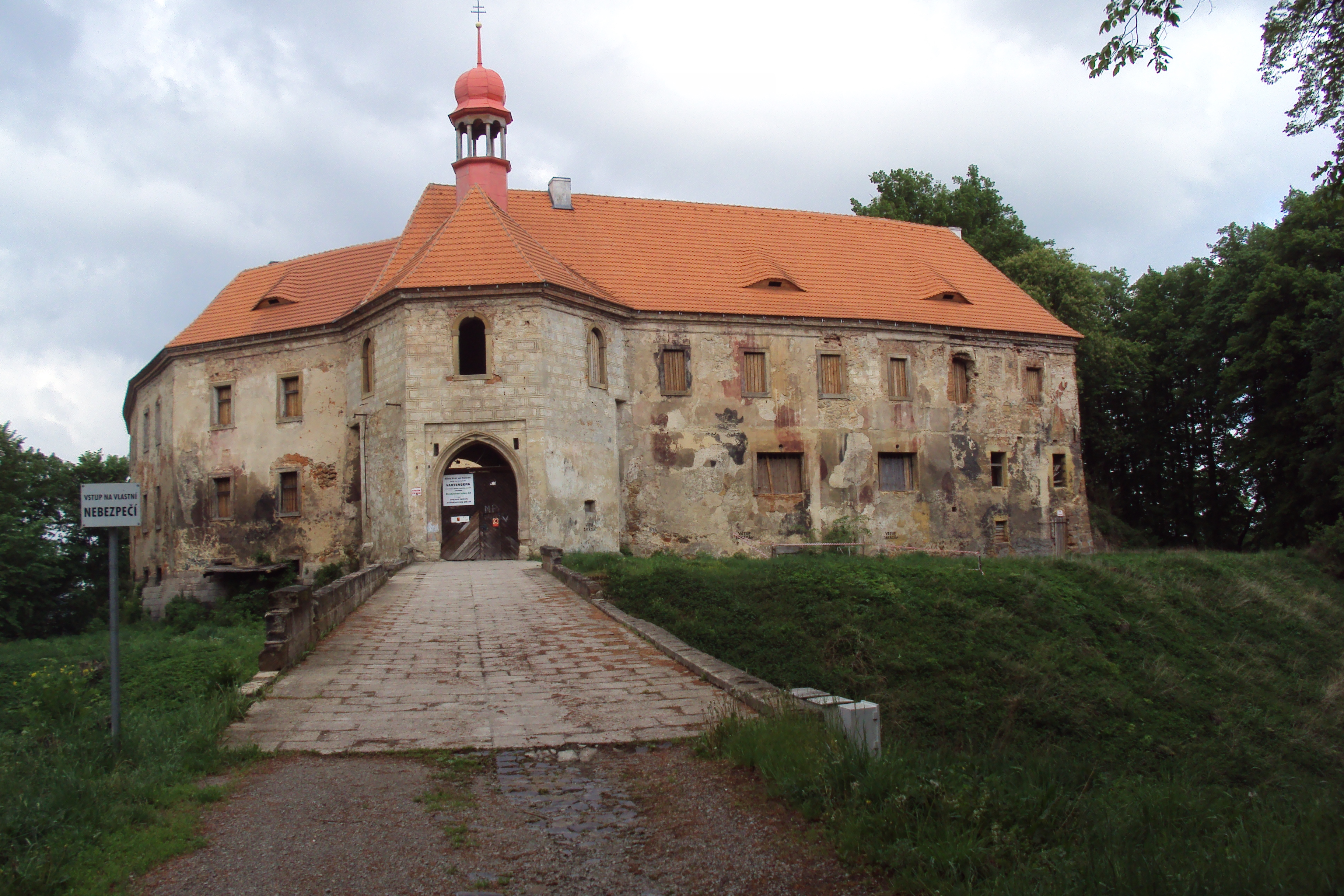
Schloss Vartenberk
(Foto vom 13. Mai 2011)

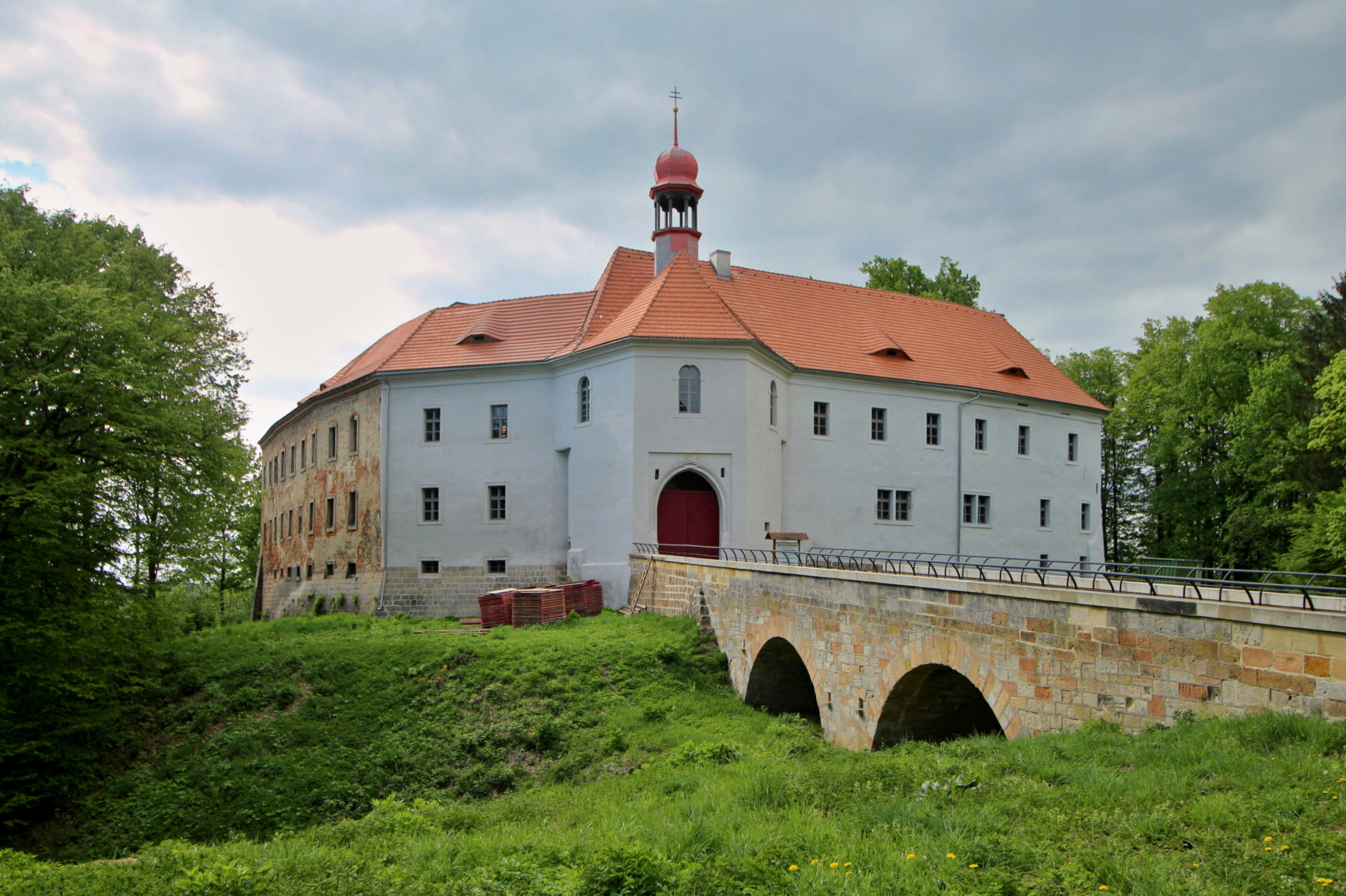
Schloss Vartenberk
(Foto vom 6. Mai 2019)

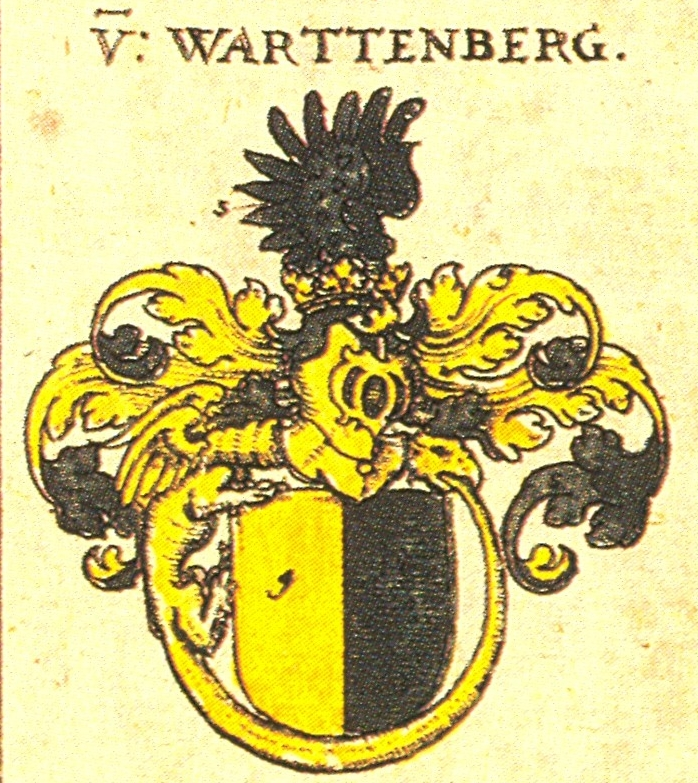
Wappen der Fürsten von Vartemberk (Warttenberg)

Das Schloss Vartenberk (früher auch Vartemberk, deutsch Wartenberg oder Warttenberg) liegt nordöstlich der nordböhmischen Kleinstadt Stráž pod Ralskem auf dem Zámecký vrch (352 m) über dem Tal der Ploučnice. Es wurde Ende des 15. Jahrhunderts als Renaissanceschloss auf den Grundmauern einer gotischen Burg des 12. bis 13. Jahrhunderts errichtet.

## Geschichte

### Mittelalterliche Burg
Die ursprüngliche Burg wurde erstmals im Jahr 1281 erwähnt. Sie lag an der Nordwestseite des langgestreckten Hügels, von dem einst auch der Burgturm aus der Vorburganlage nach Norden ragte. Massive, tonnenschwere Gewölbe, Mauern und ein Graben umschlossen die einstige Bastion. An ihrer Ostseite befand sich das Burgtor mit einer Zugbrücke über den Graben.
Man vermutet, dass die Burg von Marquard von Březno und seinem Sohn Beneš von Vartemberk zum Schutze der Handelswege nach Zittau gegründet wurde. Aus jener Zeit wurden die Schriften des Marquard P. de Wartenberc überliefert.
Der Name der Burg „warta“ oder „varte“ – der Wartturm (Wachtturm) und „pork“ oder „berk“ – der Berg, war auch namensgebend für die nahegelegene Siedlung und spätere Stadt Wartenberg (heute Stráž pod Ralskem). Die Burg von Vartemberk, einstige Ausgründung der Hauptburg Ralsko, diente als Schutzbastion „Wartturm zur Rollburg“ (stražna podrólski). Im 14. und 15. Jahrhundert entwickelte sie sich zu einem der mächtigsten Adelshäuser im Königreich Böhmen. Das Burgtor zeigte stolz das von einem Drachen umschlungene gold-schwarze Wappen der Fürsten von Vartemberk.
Burgherr Beneš wurde zum Prager Burggrafen und zeugte vier Söhne. Diese gründeten später die vier wichtigsten Zweige des Hauses Vartemberk – Haus Veselí von Vartemberk, Haus Kumburk von Vartemberk, Haus Kostel von Vartemberk und das Haus Děčín von Vartemberk.
Während der hussitischen Feldzüge im Jahr 1426 und 1427 wurde die Burg von den Heeren des Waisenführers Jan Čapek ze Sán, der später wieder zum Katholizismus konvertierte, belagert und besetzt. Čapek wurde seinerzeit zum neuen Burgherrn ernannt und erlangte mit seiner Herrschaft über Vartemberk noch mehr Macht und Einfluss in Böhmen. Ehemalige Diener und Beamte vom Hof Vartemberk stellen sich in seinen Sold.
Im Jahr 1438 ging die Burg der Vartemberks an die mährischen Heere des Johann Sokol von Lamberg und nach dessen Tod ging sie in die böhmische Herrschaft des Diepold von Riesenberg über.

### Der letzte Vartemberk
Der letzte Vartemberk am Hof und zugleich letztes Mitglied im Familienzweig der Vartemberks war Graf Jan Jiří III. (Graf Johann Georg III. von Wartenberg und Roll), Nachkomme des im 13. Jahrhundert auf Vartenberk und Ralsko residierenden hohen Prager Hofbeamten Jan Jiří I., des Bruders des Fürsten Děčín von Vartemberk.
Das Leben von Jan Jiří III. wurde durch den Dreißigjährigen Krieg geprägt. Er verbündete sich seinerzeit mit den aufständischen Bauern. Als Anführer eines Bauernheeres gelang es ihm, die Burgherrschaft der Vartemberks für eine kurze Zeit wiederzugewinnen. Im Zuge der Zeit musste er dennoch den Niedergang des Hauses Vartemberk hinnehmen. Die Niederlage in der Schlacht am Weißen Berg führte letztlich zu seiner Verbannung vom Hof Vartemberk. Der Habsburger Kaiser Ferdinand II. enteignete ihn, seine Besitzungen wurden beschlagnahmt, und er flüchtete ins sächsische Exil. Vermutlich fand er dort im Jahr 1631 oder 1647 seinen Tod.

### Umbau zum Renaissanceschloss
Mit der Herrschaft der Hussiten sowie den Aufständen und Feldzügen des Dreißigjährigen Krieges wechselten die Burgherren von Vartenberk von Jahr zu Jahr.
Bereits 1504 kauften die Hirschperger von Königshain die ursprünglich gotische Burg. Sie reparierten und vergrößerten sie und bauten sie in den Jahren bis 1563 nach und nach zu einem Renaissanceschloss um.

### 15. bis 17. Jahrhundert
Mit dem Umbau und der Herrschaft Hirschhorn wechselte Schloss Vartenberk in die Besitzstände der Adelshäuser Liechtenstein und Hartig. Für eine kurze Zeit residierte auch Fürst Albrecht von Wallenstein im Schloss.
Im Jahr 1639, während des Dreißigjährigen Krieges, wurde Schloss Vartenberk von den schwedischen Truppen geplündert und verwüstet. Einige Jahre später ging das Schloss sogar in Flammen auf; 1645 stürmten erneut schwedische Truppen den Hof und setzten ihn in Brand.

### 19. und frühes 20. Jahrhundert
Mit Abschluss der Bauarbeiten im Schloss Mimoň zogen die Eigentümer Hartig im Jahr 1830 von Schloss Vartenberk auf Schloss Mimoň um. Die Hartigs blieben jedoch im Ort und auf dem Schloss Vartenberk weiterhin präsent. Sie nutzen es als privates Gästehaus und für den Winzereibetrieb. Die Verwaltung des Hartiger Weinguts nahm ihren zentralen Sitz im Schloss Vartenberk ein, und der mit der Familie Hartig befreundete Herwigsdorfer Botaniker Heinrich Moritz Willkomm lebte und arbeitete dort bis zu seinem Tod im Jahr 1895.
Im Jahr 1922 wurde das Schloss verstaatlicht und der Lehrer und Schriftsteller František Melichar aus Unhošť (Unhoscht) übernahm das Anwesen der Hartigs für einen symbolischen Preis. Er richtete ein Schulzimmer für die Unterrichtung tschechischer Kinder ein, starb aber bereits drei Jahre später.

### 1945 bis heute
Nach dem Zweiten Weltkrieg wurde das Schloss in eine Erholungseinrichtung des Unternehmens ČKD Praha umgewandelt. 
Unter Mitwirkung des Bildhauers Olbram Zoubek wurden die Renaissance-Sgraffitos an der Innenfassade restauriert. 
Im Jahr 1969 wurde das Schloss von der Sowjetarmee übernommen. Die Gebäude wurden durch die Anwesenheit der Soldaten stark beeinträchtigt und durch einen Brand von 1987 nahezu vollständig zerstört. Nach ihrem Rückzug hinterließ die Sowjetarmee vom Schloss Vartenberk nur eine marode Brache und ein Bild der Verwüstung. 
Sanierung

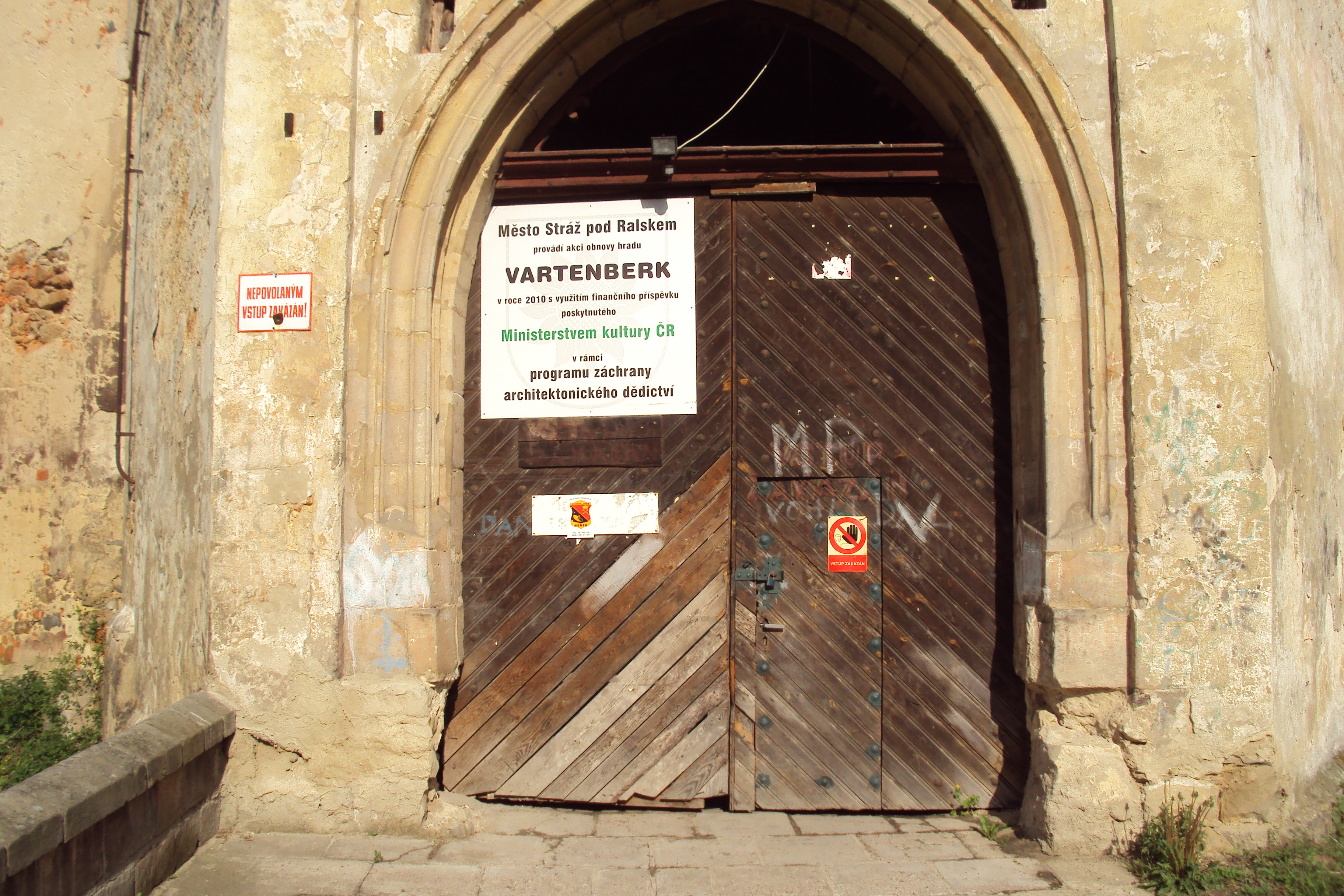
Pforte zum Schloss Vartenberk
(Foto vom 13. Mai 2011)

Die Sanierung des Schlosses gestaltete sich wegen der finanziellen Situation und der baulichen Probleme als eine schwierige Aufgabe. 
Die Bauarbeiten zur äußerlichen Wiederherstellung von Schloss Vartenberk dauerten etwa 20 Jahre. Im Mai 2024 konnte das Schloss erstmals wieder der Öffentlichkeit vorgestellt werden.
Die Arbeiten stehen in der finanziellen und technischen Verantwortung der Stadt Stráž pod Ralskem und des tschechischen Kulturministeriums. Im Oktober 2010 gab es einen großen Spendenaufruf; es wurde ein Spendenkonto eingerichtet, und im städtischen Standesamt und beim Infobüro der Stadtinformation hat man Spendenboxen aufgestellt.
Bereits in den 1990er Jahren begann man mit den ersten notdürftigen Sanierungs- und Reparaturarbeiten. Eine neue Dachkonstruktion wurde errichtet.